# Gunnar Norrby
Gunnar Carl Thomas Norrby, född 26 mars 1911 i Katarina församling, Stockholm, död 6 februari 1992 i Sofia församling, Stockholm, var en svensk cellist och viola da gambaspelare. Han var son till teologen Johannes Norrby. 

## Biografi
Norrby studerade för Carl Christiansen, Diran Alexanian och Pablo Casals. Han blev medlem i Mazerska Kvartettsällskapet 1927 och medlem i Kjellströmkvartetten 1928. Han genomförde en cellodebutafton i Musikaliska Akademien 1930 och deltog 1931 i bildandet av Stockholms kammarorkester, vars dirigent han var 1958–1979. Norrby var medgrundare av föreningen Fylkingen 1933. Han var solocellist och konsertmästare i Stockholms filharmoniska orkester 1938–1976 samt medlem av Garagulykvartetten 1940–1950. Han var lärare vid Kungliga Musikhögskolan i Stockholm 1958–1978 och solocellist i World Symphony Orchestra (USA) 1971.

## Priser och utmärkelser
- 1964 – Ledamot nr 715 av Kungliga Musikaliska Akademien
- 1973 – Professors namn
- 1976 – Litteris et Artibus